# Джордж Елфінстон, 1-й віконт Кейт
Джордж Кейт Елфінстон (англ. George Keith Elphinstone ); 1-й віконт Кейт (англ. 1st Viscount Keith ), 1-й барон Кейт (англ. 1st Baron Keith ), барон Кейт ( Ірландія ); 7 січня 1746 - 10 березня 1823 ) - британський адмірал, п'ятий син Чарльза, 10-го лорда Елфінстона і онуковий племінник лорда-маршала Кейта, на честь якого отримав своє ім'я (Джордж Кейт).

## Біографія
Джордж Кейт Елфінстон народився 7 січня 1746 року у Стерлінгу.

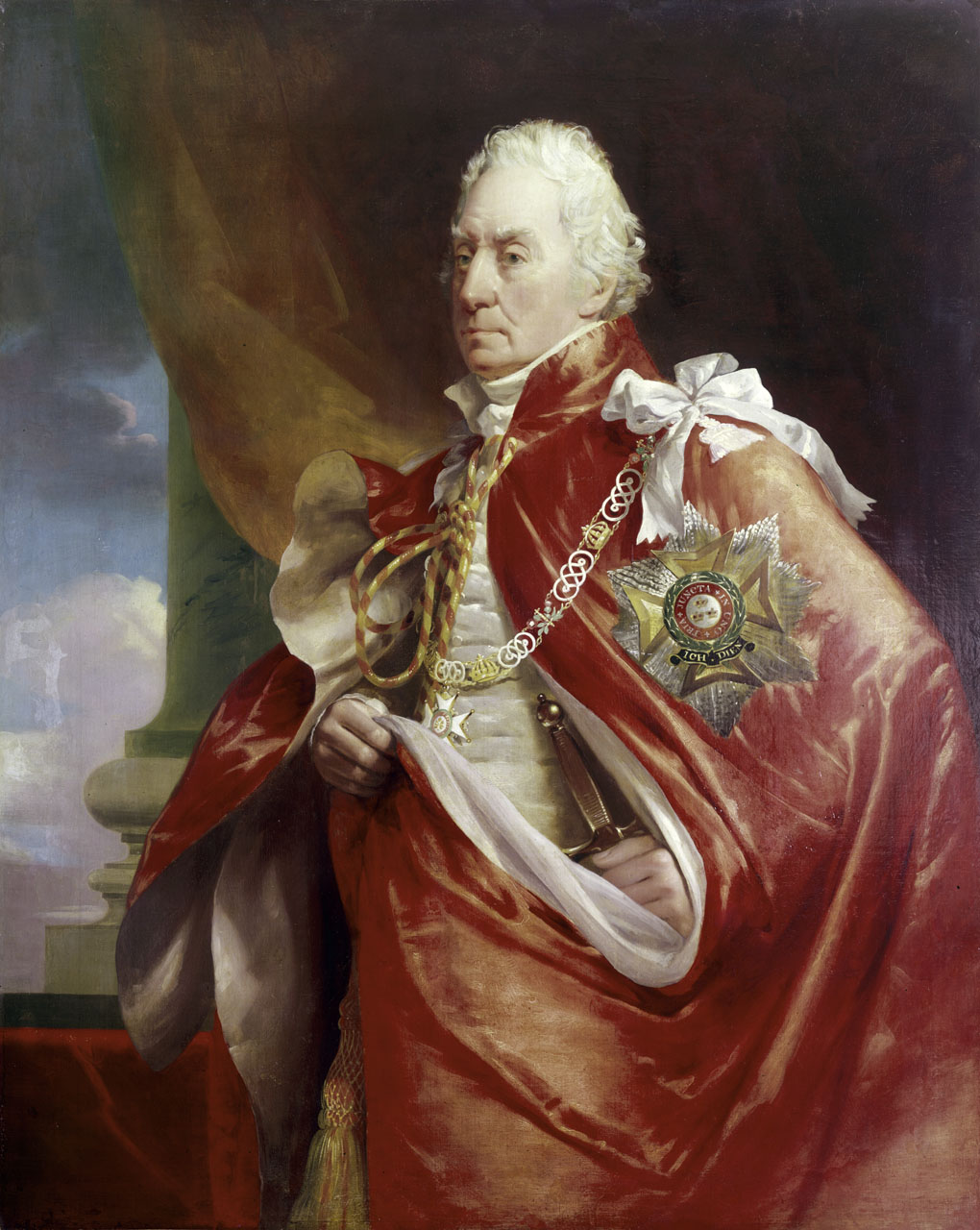
Адмірал Елфінстон (художник

Вступив на службу в Королівський флот у 1761 році на корабель HMS Gosport під командуванням капітана Джона Джервіса .
У січні 1781 року, командуючи 50-гарматним HMS Warwick, захопив 50-гарматний датський корабель. Під час війни 1778 - 1783 років знищив кілька французьких суден; в 1793 брав участь у взятті Тулона ; 1795 року окупував Капську колонію, звідти попрямував до Індії і взяв Цейлон .
В серпні 1796 року Кейт здобув блискучу перемогу в бухті Салдана над голландської ескадрою. 12 лютого 1799 лорд Кейт був підвищений в чин віце-адмірала червоної ескадри  . У 1800 блокував Геную, в 1801 Джордж Кейт Елфінстон прикривав висадку генерала Еберкромбі в Єгипті . Тут він відмовив у ратифікації договору свого підлеглого Сіднея Сміта з французами, укладеного в Ель Аріш .
1 січня 1801 лорд Кейт був підвищений в чин адмірала синьої ескадри, а 9 листопада 1805 - в чин адмірала білої ескадри  . У 1803-1807 роках командував ескадрою в Північному морі, у 1812-1814 роках у Каналі.
Завідував відправкою Наполеона I на острів Святої Олени  .
Джордж Кейт Елфінстон помер 10 березня 1823 року у Файфі.

## Звання
- Лейтенант (1770)
- Коммандер (1772)
- Кептен (1775)
- Контр-адмірал (1793)
- Адмірал білої ескадри (09.11.1805) [9] .